# Барделебен, Курт фон
Курт Карл Альфред фон Барделебен (нем. Curt Carl Alfred von Bardeleben; 4 марта 1861, Берлин — 31 января 1924, там же) — немецкий шахматист, шахматный теоретик и литератор. Член символического клуба победителей чемпионов мира Михаила Чигорина с 9 августа 1895 года.

## Биография
К. фон Барделебен происходил из старого магдебургского дворянского рода. Отец — Рихард фон Барделебен (1821—1896), руководитель литературного бюро в прусском правительстве. Мать — Анна фон Барделебен (урожд. Вильгельми) (1836—1903).
Когда Барделебен был ребёнком, семья переехала из Берлина в Веймар. Там он научился играть в шахматы и быстро стал одним из сильнейших шахматистов города.
С 1880 г. жил в Лейпциге, где изучал юриспруденцию в университете. Состоял в шахматном клубе «Augustea». В 1884 г. продолжил учёбу в Берлинском университете. Тогда же стал заниматься журналистикой.
Получил большое наследство, поэтому нигде не работал и занимался преимущественно игрой в шахматы.
Был трижды официально женат. Первая жена — Хедвиг Байер (24 июня 1870, Айбеншток — 10 июня 1959, Бишофсверда). Поженились 13 сентября 1902 г. в Шёнеберге. Развелись 19 декабря 1903 г. в Берлине. Вторая жена — Катарина Кастенмайер (8 февраля 1875, Остерхофен — ?). Поженились 18 апреля 1906 г. Развелись через несколько месяцев после свадьбы. Третья жена — актриса Элли Бендер, (5 сентября 1863, Мемель — 11 января 1947, Веймар). Поженились в феврале 1907 г. Брак также вскоре распался.
По свидетельству Эдуарда Ласкера, Барделебен имел репутацию брачного афериста: якобы он женился исключительно с целью быстро развестись и получить денежную компенсацию за сокрытие факта совместной жизни (как порочащего репутацию дамы). Злые языки утверждали, что из женщин, с которыми Барделебен имел такие кратковременные отношения, можно было бы «составить султанский гарем».
Вероятно, неудачи в личной жизни были обусловлены неустойчивой психикой Барделебена. Люди, хорошо его знавшие, вспоминали, что он мог послать курьера на другой конец Берлина за небольшой порцией сливочного масла. Также широко известна история с партией против экс-чемпиона мира В. Стейница на турнире в Гастингсе. Барделебен, шедший в группе лидеров турнира (среди побежденных был и действующий чемпион мира Эмануил Ласкер), потерпел в этой партии сокрушительное поражение. Когда позиция черных стала безнадёжной, Барделебен покинул турнирный зал, а через некоторое время прислал нарочного с сообщением о сдаче партии. В оставшихся турах он играл слабо, кроме того, вообще не явился на партию с Г. Пильсбери.
Является одним из прототипов Александра Ивановича Лужина, главного героя романа «Защита Лужина», написанного В. В. Набоковым, близко знавшим Барделебена.
После того как инфляция уничтожила его состояние, Барделебен покончил с собой, выпрыгнув из окна. Ж. Мизес и Б. Каган опровергают версию о самоубийстве и утверждают, что имел место несчастный случай. По их словам, Барделебен, стоя у окна с низким парапетом, почувствовал себя плохо (в последние годы он страдал избыточным весом), потерял равновесие и упал вниз. 7 февраля 1924 г. Барделебен был анонимно похоронен в братской могиле на Берлинском городском кладбище.

## Спортивные результаты
| Год  | Город              | Соревнование                                                | +  | −  | =  | Результат | Место |
| ---- | ------------------ | ----------------------------------------------------------- | -- | -- | -- | --------- | ----- |
| 1881 | Берлин             | 2-й конгресс Германского шахматного союза (побочный турнир) |    |    |    |           | 1     |
| 1883 | Лондон             | Международный турнир (побочный турнир)                      | 19 | 1  | 5  | 21½ из 25 | 1     |
|      | Нюрнберг           | 3-й конгресс Германского шахматного союза                   | 8  | 4  | 6  | 11 из 18  | 5     |
| 1887 | Франкфурт-на-Майне | 5-й конгресс Германского шахматного союза                   | 8  | 2  | 10 | 13 из 20  | 4     |
| 1888 | Брэдфорд           | Международный турнир                                        | 9  | 3  | 4  | 11 из 16  | 3—4   |
|      | Лейпциг            | Турнир немецких мастеров                                    |    |    |    |           | 1—2   |
| 1889 | Бреслау            | 6-й конгресс Германского шахматного союза                   | 7  | 4  | 6  | 10 из 17  | 4—7   |
|      | Берлин             | Матч с Эм. Ласкером                                         | 1  | 2  | 1  | 1½ : 2½   |       |
| 1890 | Берлин             | Турнир немецких мастеров                                    | 1  | 4  | 2  | 2 из 7    | 5—8   |
| 1892 | Дрезден            | 7-й конгресс Германского шахматного союза                   | 6  | 3  | 7  | 9½ из 16  | 6—7   |
|      | Берлин             | Матч с Г. Каро                                              | 2  | 2  | 2  | 3 : 3     |       |
| 1893 | Киль               | 8-й конгресс Германского шахматного союза                   | 5  | 1  | 2  | 6 из 8    | 1—2   |
|      |                    | Матч с С. З. Алапиным                                       | 1  | 3  | 1  | 1½ : 3½   |       |
| 1895 | Лондон             | Матч с Р. Тейхманом                                         | 3  | 1  | 6  | 6 : 4     |       |
|      | Лондон             | Матч с Дж. Блэкберном                                       | 3  | 3  | 3  | 4½ : 4½   |       |
|      | Гастингс           | Международный турнир                                        | 8  | 6  | 7  | 11½ из 21 | 7—8   |
| 1897 | Берлин             | Турнир немецких мастеров                                    | 4  | 1  | 1  | 4½ из 6   | 1     |
|      | Берлин             | Международный турнир                                        |    |    |    | [ 12 ]    | ----  |
| 1900 | Мюнхен             | 12-й конгресс Германского шахматного союза                  | 2  | 11 | 2  | 3 из 15   | 14—15 |
| 1902 | Ганновер           | 13-й конгресс Германского шахматного союза                  | 3  | 7  | 7  | 6½ из 17  | 14—15 |
| 1903 | Берлин             | Матч с Г. Каро                                              | 4  | 4  | 0  | 4 : 4     |       |
| 1904 | Кобург             | 14-й конгресс Германского шахматного союза                  | 7  | 2  | 3  | 7½ из 12  | 1—3   |
| 1905 | Бармен             | Международный турнир                                        | 5  | 7  | 3  | 6½ из 15  | 11—12 |
| 1908 | Вена               | Международный турнир                                        | 2  | 8  | 9  | 6½ из 19  | 16—18 |
|      | Прага              | Международный турнир                                        | 1  | 8  | 10 | 6 из 19   | 17    |
|      | Дюссельдорф        | 16-й конгресс Германского шахматного союза                  | 4  | 6  | 5  | 6½ из 15  | 9—12  |
|      | Дюссельдорф        | Матч с А. А. Алехиным                                       | 0  | 4  | 1  | 0½ : 4½   |       |
| 1919 | Берлин             | Матч с Е. Д. Боголюбовым                                    | 0  | 3  | 3  | 1½ : 4½   |       |

## Книги
- Kritik der Spanischen Partie, Leipzig 1885.
- Die Wiener Partie, Leipzig 1893.
- Das Damengambit nebst dem Damenbauernspiel, Leipzig 1905.
- Taschen-Lexikon der Eroffnungen, 2 Aufl., Lpz., 1906;.
- Das Bauernendspiel im Schach, Berlin 1916.
- Geschichte des Schachspiels, Berlin 1924.
- Lehrbuch des Schachspiels, В., 1927 (соавтор).